# Александр Суворов (крейсер)
«Александр Суворов» — советский артиллерийский лёгкий крейсер проекта 68-бис. Построен в Ленинграде в 1951—1952 годах, в основном служил на Тихоокеанском флоте, списан в 1990 году.

## Строительство
Договор на постройку крейсера был заключён 24 апреля 1950 года. 31 августа 1950 года крейсер «Александр Суворов» зачислен в списки ВМФ. 25 декабря 1950 года в Ленинграде начато создание экипажа. 2 февраля 1951 года — заложен на ССЗ № 189 («Завод им. С. Орджоникидзе», Ленинград) под заводским номером 436. 15 мая 1952 года спущен на воду, вошёл в состав 22-й дивизии строящихся и ремонтирующихся кораблей. 20 сентября 1953 года поднят Военно-Морской флаг. 31 декабря 1953 года после прохождения государственных испытаний введён в строй.

## Служба
9 марта 1954 года зачислен в состав Южно-Балтийского (4-го) флота, базировался на Балтийск, вошёл в состав эскадры флота. 12―17 октября 1955 года в составе группы кораблей совершил визит в Портсмут, Англия. 24 декабря 1955 года в связи с объединением 8-го и 4-го флотов переведён в состав ДКБФ. 27 февраля 1956 года переведён на Северный флот.
С июля по октябрь 1956 года:15 «Александр Суворов» в составе экспедиции ЭОН-66, включавшей 55 судов и кораблей, в обеспечении ледоколов совершил переход по Севморпути из Североморска на Дальний Восток, 2 октября крейсер прибыл во Владивосток и был зачислен в состав 14 ДиКР Эскадры флота (базирование бухта Золотой рог:15).
22 октября 1956 года переведён в состав 193-й бригады противолодочных кораблей (Советская Гавань).
1 декабря 1957 год крейсер был законсервирован:15, находился в резерве 1-й очереди, входил в состав 82-й бригады кораблей резерва, находился в бухте Новик острова Русский. С 1 июля по 30 августа 1959 года ― расконсервирован, выполнял боевые задачи:15. 15 сентября 1959 года повторно отправлен на консервацию:15. С 5 октября 1959 по 27 июня 1960 года проходил текущий ремонт:15, в дальнейшем был вновь законсервирован.
С 1 апреля 1968 по 10 марта 1970 года корабль прошёл текущий ремонт на Дальзаводе, но в период ремонта был передислоцирован в бухту Золотой рог Владивостока, в июле 1969 года участвовал в параде в честь Дня ВМФ, а с 15 по 22 августа — в учениях:15. В апреле 1970 года принял участие в маневрах «Океан-70» в Индийском океана:18. С 5 января по 4 июля 1971 года совершил боевую службу в Индийском океане с заходами в Сомали (Могадишо, Бербера) и Индию (Бомбей):19. С 18 сентября по 2 октября принял участие в учениях «Восход»:19.
С 1 января 1973 по 29 декабря 1978 года прошёл ремонт со значительной модернизацией вооружения, навигационного, коммуникационного и иного оборудования:20.
В 1979 году выходил на боевое дежурство в Южно-Китайском море:20. 26―31 мая 1981 года совершил визит в Аден (Южный Йемен):21. В 1982 году «Суворов» завоевал приз Главкома ВМФ за артиллерийскую стрельбу:21. В феврале 1984 года крейсер в составе отряда кораблей участвовал в оперативно-тактических учениях по противодействию авианосной многоцелевой группе, в роли которой выступали переходящие с Черноморского флота советские корабли во главе с ТАВКР «Новороссийск»:21.
1 декабря 1986 года выведен из боевого состава ВМФ, законсервирован и поставлен на отстой. 15 декабря 1989 года разоружён и исключен из состава ВМФ. 19 апреля 1990 года расформирован, находился на отстое в Советской Гавани. В ноябре 1991 года продан частной индийской фирме для утилизации. В мае 1992 года подготовленный во Владивостоке к морскому переходу корпус крейсера был отбуксирован в Индию на утилизацию.

## Командиры
- Савин Григорий Емельянович (10 декабря 1951 ― 23 ноября 1955)[1]:23
- Корнилов Семён Андреевич (23 ноября 1955 — 14 октября 1960)[1]:23
- Савенко Пётр Васильевич (14 октября 1960 — 6 января 1962)[1]:23
- Кравченко Владимир Семёнович (6 января 1962 — 9 октября 1963)[1]:23
- Корытин Виктор Дмитриевич (9 октября 1963 ― 4 февраля 1966)[1]:23
- Чумичёв Авенир Александрович (4 февраля 1966 ― 8 октября 1971)[1]:23
- Слученков Геннадий Михайлович (8 октября 1971 ― 13 февраля 1974)[1]:23
- Мишанов Валентин Григорьевич (13 февраля 1974 — март 1979)[1]:23
- Сергеев Валерий Николаевич (март 1979 — 24 июня 1981)[1]:23
- Савельев Алексей Иванович (24 июня 1981 — 23 июня 1984)[1]:23
- Халевин Владимир Георгиевич (23 июня 1984 — 5 января 1987 и 10 июня ― 22 августа 1988)[1]:23
- Галкин Дмитрий Михайлович (7 января 1987 — 8 мая 1988)[1]:23
- Дунай Н. В. (10 мая ― 5 июня 1988 и 5 июля ― 20 октября 1989)[1]:23
- Сорока Пётр Захарович (22 августа 1988 ― 5 июля 1989)[1]:23
- Кылосов Сергей Григорьевич (1 ― 30 ноября 1989)[1]:23
- Титов Станислав Анатольевич (1 декабря 1989 ― 19 апреля 1990)[1]:23